# レジス・ドゥブレ
レジス・ドゥブレまたはドブレ（Régis Debray,フランス語: [dəbʁɛ]、1940年9月2日 - ）は、フランスの作家、哲学者、評論家、政治活動家。

## 来歴

### 幼少期 - 学生時代
1940年、フランスのパリにて生まれる。父ジョルジュは弁護士、母ジャニーヌ・アクレサンドルは政治家。パリの高等師範学校で哲学を学ぶ。このときに、ルイ・アルチュセールに出会い、マルクス主義への理論的関心を高める。1965年に哲学の大学教授資格を取得し、ナンシーのリセ教授となる。

### キューバ、ラテンアメリカへ
1961年、1962年の二度にわたってキューバを訪問していたドゥブレは、1965年にキューバのハバナ大学に哲学教授として赴任。フィデル・カストロとの知的交流を深め、1967年、『革命の中の革命』を刊行。武装闘争によるキューバ革命の正当性を謳った同書は、世界的なベストセラーとなるとともに、当時のゲリラ戦の理論的教科書として左翼革命家の聖典ともなった。

1967年、ボリビアでのゲバラのゲリラ戦に加わり、現地の治安警察に収監される。これに対し、フランスで助命嘆願運動が沸き起こり、死刑を免れるも懲役30年の刑を受ける。その後、ジャン・ポール・サルトル、アンドレ・マルロー、シャルル・ド・ゴール、パウロ6世らを巻き込んだ国際的な釈放運動により1970年04月に釈放。チリに逃れたドゥブレは、サルバドール・アジェンデを取材し、1972年、『チリの道』を刊行。

### フランス帰国、ミッテラン政権への参画

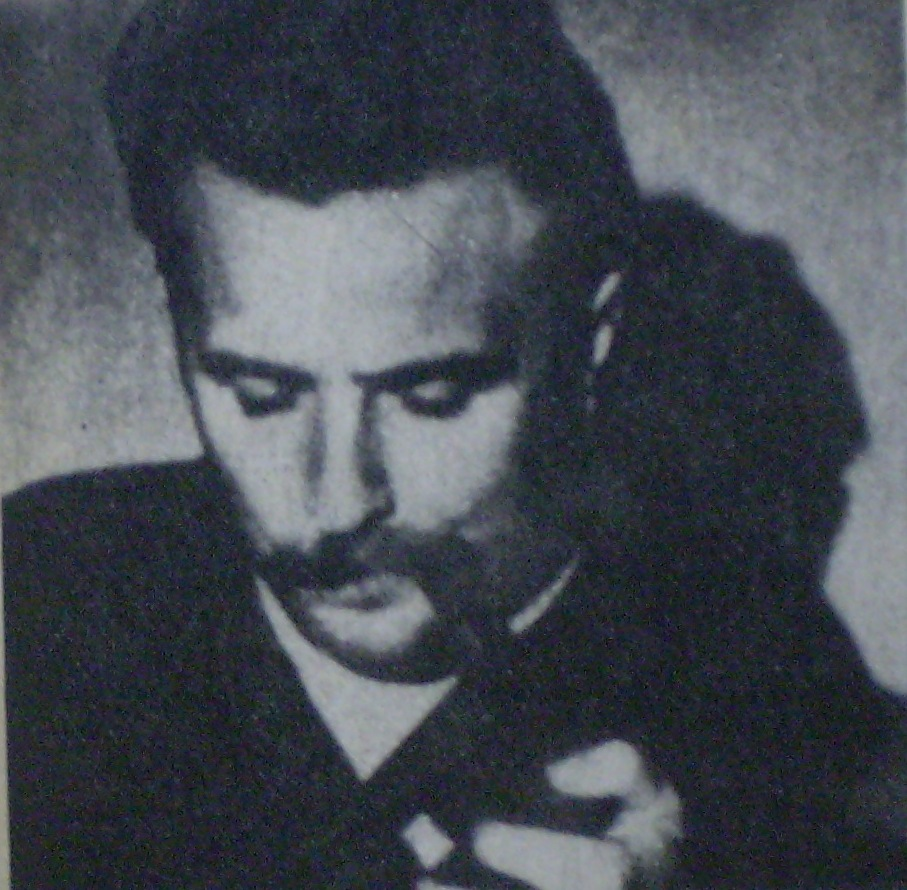
レジス・ドゥブレ（1970年）

ピノチェト将軍によるチリ・クーデターを受けて、ドゥブレは1973年にフランスに帰国。1981年からのフランソワ・ミッテラン政権で外交顧問として参画する一方で、代表的左翼知識人として活躍。『ル・モンド』などで数多くの小説・エッセイを発表。徐々にメディア化する政権と距離をとるようになり、1988年、顧問を辞職。

### メディオロジーの提唱
メディオロジーの構想は、1979年の『フランスにおける知識人の権力』においてすでみられ、その後の『誘惑する国家』や『イメージの生と死』でもみることができるが、1991年の『一般メディオロジー講義』以降、メディオロジーを新たな学問として提唱するようになる。メディオロジーとは端的に言えば、思想や言説のもつ力を、その思想なり言説がいかなるメディア（媒介）によって伝えられるのかによって問うことによって、人類史上の出来事（たとえば、初期キリスト教の形成や社会主義革命）を包括的に捉え直そうとする営みであるが、たとえば、1994年の『メディオロジー宣言』のなかでは、次のように説明されている。

私はつまり、高度な社会的機能を伝達作用の技術的構造とのかかわりにおいて扱う学問を「メディオロジー」と呼んでいる。人間集団の象徴活動（宗教、イデオロギー、文学、芸術など）と、その集団の組織形態、そして、その痕跡を捉え、保管し、流通させる様態とのあいだに、できれば検証可能な相関関係をそれぞれの事例に即して論証することを「メディオロジー的方法」と呼んでいる。

以後、ドゥブレは矢継ぎ早に著作を発表。メディオロジーに対しては正統派アカデミズムからの批判（たとえば社会学者のピエール・ブルデューのそれ）も大きかったが、1994年にはメディオロジー関連の著作を業績としてパリ第一大学で博士号、大学教授資格を取得。1996年には、機関誌『カイエ・ド・メディオロジー』（Les Cahiers de médiologie）を創刊。1999年、リヨン第三大学の哲学教授。

## 受賞
- フェミナ賞 - 『雪が燃えるように』に対して（1977年）
- 今日賞 - Loués soient nos seigneurs に対して（1996年）
- アカデミー・フランセーズ文学大賞 - 全作品に対して（2019年）

## 著書
注記：邦訳はその他の共著を除いてすべて「レジス・ドブレ」とされている。
- La Frontière suivi de Un jeune homme à la page (1967)
  - 『国境』浦野衣子訳、晶文社、1968年
- Révolution dans la révolution ? : Lutte armée et lutte politique en Amérique latine (1967)
  - 『革命の中の革命』谷口侑訳、晶文社（晶文選書）1967年

- Le procès régis debray (1968)
  - 『革命と裁判』谷口侑訳、晶文社（晶文選書）1969年

- La via cilena: intervista con Salvador Allende, presidente del Cile, con una prefazione, e un documento inedito del MIR (1971)
  - 『銃なき革命 - チリの道、アジェンデ大統領との論争的対話』代久二訳、風媒社、1973年

- Nous les Tupamaros suivi de Apprendre d'eux (1971) - 共著
- La Guérilla du Che (1974)
  - 『ゲバラ最後の闘い - ボリビア革命の日々』安部住雄・広川忍・田村毅訳、新泉社、1977年 / 安倍住雄訳、新版1998年

- L'Indésirable (1975)
- Les Rendez-vous manqués (pour Pierre Goldman) (1975)
- Journal d'un petit bourgeois entre deux feux et quatre murs (1976)
- La neige brûle (1977)
  - 『雪が燃えるように』（西永良成訳、早川書房、1984年）

- Le Pouvoir intellectuel en France (1979)
- Le Scribe : genèse du politique (1980)
- Critique de la raison politique (1981)
- Comète ma comète (1986)
- Que vive la république ! (1989)
- À demain de Gaulle (1990)
- Cours de médiologie générale (1991)
  - 『一般メディオロジー講義 - レジス・ドブレ著作選 3』（西垣通監修、嶋崎正樹訳、NTT出版、2001年）

- Christophe Colomb, le visiteur de l'aube, suivi des Traités de Tordesillas (1991)
- Contretemps : Éloge des idéaux perdus (1992)
- Trilogie "Le temps d'apprendre à vivre" I: Les Masques, une éducation amoureuse (1992)
- Vie et mort de l'image (1992)
  - 『イメージの生と死 - レジス・ドブレ著作選 4』西垣通監修、嶋崎正樹訳、NTT出版、2002年

- L'État séducteur (1993)
- Manifestes médiologiques (1994)
  - 『メディオロジー宣言 - レジス・ドブレ著作選 1』西垣通監修、嶋崎正樹訳、NTT出版、1999年

- L'Œil naïf (1994)
- Il s’agit de ne pas se rendre (1994) - Jean Zieglerとの対談
  - レジス・ドブレ、ジャン・ジーグラー『屈服しないこと』原章二訳、リキエスタの会、2001年
- Contre Venise (1995)
- A demain de Gaulle (1996)
- Transmettre (1997)
  - 『メディオロジー入門 -「伝達作用」の諸相 - レジス・ドブレ著作選 2』西垣通監修、嶋崎正樹訳、NTT出版、2000年

- La République expliquée à ma fille (1998)
  - 『娘と話す 国家のしくみってなに？』藤田真利子訳、現代企画室、2002年

- L'Abus monumental (1999)
- Shangaï, dernières nouvelles (1999)
- Trilogie "Le temps d'apprendre à vivre" II: Loués soient nos seigneurs, une éducation politique (2000)
- Trilogie "Le temps d'apprendre à vivre" III: Par amour de l'art, une éducation intellectuelle (2000)
- Dieu, un itinéraire (2001)
- L'Enseignement du fait religieux dans l'école laïque (2002)
- Le Feu sacré : Fonction du religieux (2003)
- À l'ombre des lumières : Débat entre un philosophe et un scientifique (2003)
- Ce que nous voile le voile : La République et le sacré (2004)
- Le Plan vermeil : modeste proposition (2004)
- Le Siècle et la Règle : une correspondance avec Gilles-Dominique o.p. (2004)
- Julien le Fidèle ou Le banquet des démons (2005)
- Sur le pont d'Avignon (2005)
- Les Communions humaines : pour en finir avec « la religion » (2005)
- Supplique aux nouveaux progressistes du xxie siècle (2006)
- Aveuglantes Lumières, Journal en clair-obscur (2006)
- L'Obscénité démocratique (2007)

- Un mythe contemporain : le dialogue des civilisations (2007)
- Le Moment fraternité (2009)
- Dégagements (2010)
- À un ami israélien : Avec une réponse d'Élie Barnavi (2010)
- Éloge des frontières (2010)
- Du bon usage des catastrophes (2011)
  - 『大惨事（カタストロフィー）と終末論――「危機の預言」を超えて』西兼志訳、明石書店、2014年
- Jeunesse du sacré (2012)
- Rêverie de gauche (2012)
- Modernes Catacombes (2013)
- Le Bel-âge (2013)
- Le Stupéfiant image : de la grotte Chauvet au Centre Pompidou (2013)
- Ça coule de source : l'image, l'eau, la femme (2014)
- L'Erreur de calcul (2014)
- Un candide à sa fenêtre, Dégagements II (2015)
- Madame H. (2015)
- La Laïcité au quotidien : guide pratique (2016)
- Allons aux faits : croyances historiques, réalités religieuses (2016)
- Civilisation : comment nous sommes devenus américains (2017)
- Le Nouveau Pouvoir (2017)
- Bilan de Faillite (2018)
- L'Angle mort (2018)
- L'Europe fantôme (2019)
- Un été avec Paul Valéry (2019)
  - 『ヴァレリーとのひと夏』恒川邦夫訳、人文書院、2024年
- Du génie français (2019)

その他
- 『思想としての〈共和国〉- 日本のデモクラシーのために』樋口陽一・三浦信孝・水林章・水林彪共著、みすず書房、2006年、増補新版 2016年